# Christian Yeladian
Christian Abraham Yeladian Camejo (Montevideo, 17 de septiembre de 1983) es un futbolista uruguayo que juega como centrocampista. Es hijo del exfutbolista Apraham Yeladian.

## Clubes
| Club                       | País        | Año               |
| -------------------------- | ----------- | ----------------- |
| Bella Vista                | Uruguay     | 2004 - 2006       |
| Club Técnico Universitario | Ecuador     | 2006              |
| Bella Vista                | Uruguay     | 2007              |
| Montevideo Wanderers       | Uruguay     | 2008              |
| Juventud de Las Piedras    | Uruguay     | 2008 - 2009       |
| Foolad FC                  | Irán        | 2009 - 2010       |
| Juventude                  | Brasil      | 2010 - 2011       |
| Danubio FC                 | Uruguay     | 2011 - 2012       |
| Club Atlético Rentistas    | Uruguay     | 2012 - 2013       |
| Alianza FC                 | El Salvador | 2013 - 2014       |
| Pérez Zeledón              | Costa Rica  | 2015 - 2016       |
| Carmelita                  | Costa Rica  | 2016 - 2017       |
| Cerrito                    | Uruguay     | 2017 - Actualidad |